# Clara Mochi
Clara Maria Mochi (ur. 29 kwietnia 1956 w Mediolanie) – włoska florecistka, dwukrotna medalistka mistrzostw świata.
Podczas mistrzostw świata w Rzymie w 1982 roku Włoszki w składzie: Dorina Vaccaroni, Carola Cicconetti, Anna Rita Sparaciari, Clara Mochi i Margherita Zalaffi zdobyły złoty medal we florecie drużynowym. Na rozgrywanych rok później mistrzostwach świata w Wiedniu zdobyła kolejny drużynowy złoty medal.
Wystartowała na igrzyskach olimpijskich w Moskwie w 1980 roku, gdzie była piąta w zawodach drużynowych. W tej samej konkurencji zajęła czwarte miejsce na igrzyskach olimpijskich w Los Angeles w 1984 roku.